# Isabel Montero de la Cámara
Isabel Montero de la Cámara (San José, 1942) es un diplomática costarricense.

## Biografía
Nació en San José, el año de 1942. Sus padres fueron Francisco Montero Madrigal y Joyce de la Cámara. Contrajo primeras nucpias con Martin Wolff y segundas con Manfred Meissner.
Cursó estudios de Filosofía en la Universidad de Costa Rica y de artes dramáticas en París. Ingresó al Ministerio de Relaciones Exteriores y Culto el 18 de junio de 1974. Fue ascendida a embajador de carrera el 9 de abril de 1996.
Ha desempeñado cargos diplomáticos en  Alemania y Suiza y la sede central de la Cancillería. De 1998 a 2005 fue Embajador de Costa Rica en Suiza y concurrente en Liechtenstein. De 2003 a 2005 fue nombradas concurrente en Austria, Eslovaquia y Eslovenia. De 2005 a 2007 fue Directora de Culto en la Cancillería costarricense y mantuvo la condición de Embajador no residente en Liechtenstein. En 2007 fue nombrada Embajador de Costa Rica en Rusia. En 2008 fue nombrada directora general Alterna de Protocolo y Ceremonial del Estado. Desde 2012 es Embajador en Suiza y Liechtenstein y, desde 2013 Embajador concurrente en Polonia. Ha sido condecorada por Alemania con la Gran Cruz de Servicio de la Orden del Mérito Civil.
También ha destacado en el campo dramático y obtuvo el Premio Nacional de Teatro.